# Velká Paseka
Velká Paseka (německy Groß Pasek) je malá vesnice, část obce Hněvkovice v okrese Havlíčkův Brod. Nachází se asi 2,5 km na severozápad od Hněvkovic. V roce 2009 zde bylo evidováno 27 adres. V roce 2001 zde žilo 14 obyvatel. 31. května 2001 zde bylo zaznamenáno tornádo.
Velká Paseka leží v katastrálním území Nová Ves u Dolních Kralovic o výměře 2,07 km2.